# Nibaldo Candia
Nibaldo Enrique Candia Moena (ur. 18 grudnia 1985) – chilijski zapaśnik walczący w bu stylach. Zajął 32 miejsce na mistrzostwach świata w 2006. Ósmy na igrzyskach panamerykańskich i mistrzostwach panamerykańskich w 2007. Srebrny medalista igrzysk Ameryki Południowej w 2006, a także mistrzostw Ameryki Południowej w 2011 roku.